# Songs from the Last Century
Songs from the Last Century é um álbum de covers do cantor pop britânico George Michael, lançado em 1999. O álbum traz velhos standards além de interpretações para canções populares recentes como "Roxanne" (originalmente gravada por The Police) e "Miss Sarajevo" (gravada por U2 e Luciano Pavarotti).

## Faixas
| N.º | Título                                                                                         | Duração |  |
| 1.  | "Brother, Can You Spare a Dime?" (Gorney, Harburg)                                             | 4:22    |  |
| 2.  | "Roxanne" (Sting)                                                                              | 4:11    |  |
| 3.  | "You've Changed" (Carey, Fischer)                                                              | 4:25    |  |
| 4.  | "My Baby Just Cares for Me" (Donaldson, Kahn)                                                  | 1:45    |  |
| 5.  | "The First Time Ever I Saw Your Face" (MacColl)                                                | 5:19    |  |
| 6.  | "Miss Sarajevo" (Bono, Clayton, Edge, Eno, Evans)                                              | 5:11    |  |
| 7.  | "I Remember You" (Mercer, Schertzinger)                                                        | 4:12    |  |
| 8.  | "Secret Love" (Fain, Webster)                                                                  | 2:39    |  |
| 9.  | "Wild Is the Wind" (Tiomkin, Washington)                                                       | 4:02    |  |
| 10. | "Where or When / It's Alright with Me - (Instrumental) (Hidden track)" (Hart, Porter, Rodgers) | 7:00    |  |

## Desempenho nas paradas

### Álbum
| Paradas (2000)                 | Posição |
| ------------------------------ | ------- |
| Estados Unidos - Billboard 200 | 157     |